# Piersirłany
Piersirłany (ros. Персирланы) – wieś (dieriewnia) w Rosji, w Czuwaszji, w rejonie jadrińskim. W 2010 liczyła 297 mieszkańców.